# Anchusa capensis
Anchusa capensis là loài thực vật có hoa trong họ Mồ hôi. Loài này được Thunb. mô tả khoa học đầu tiên năm 1794.